# Dirk Bouwmeester

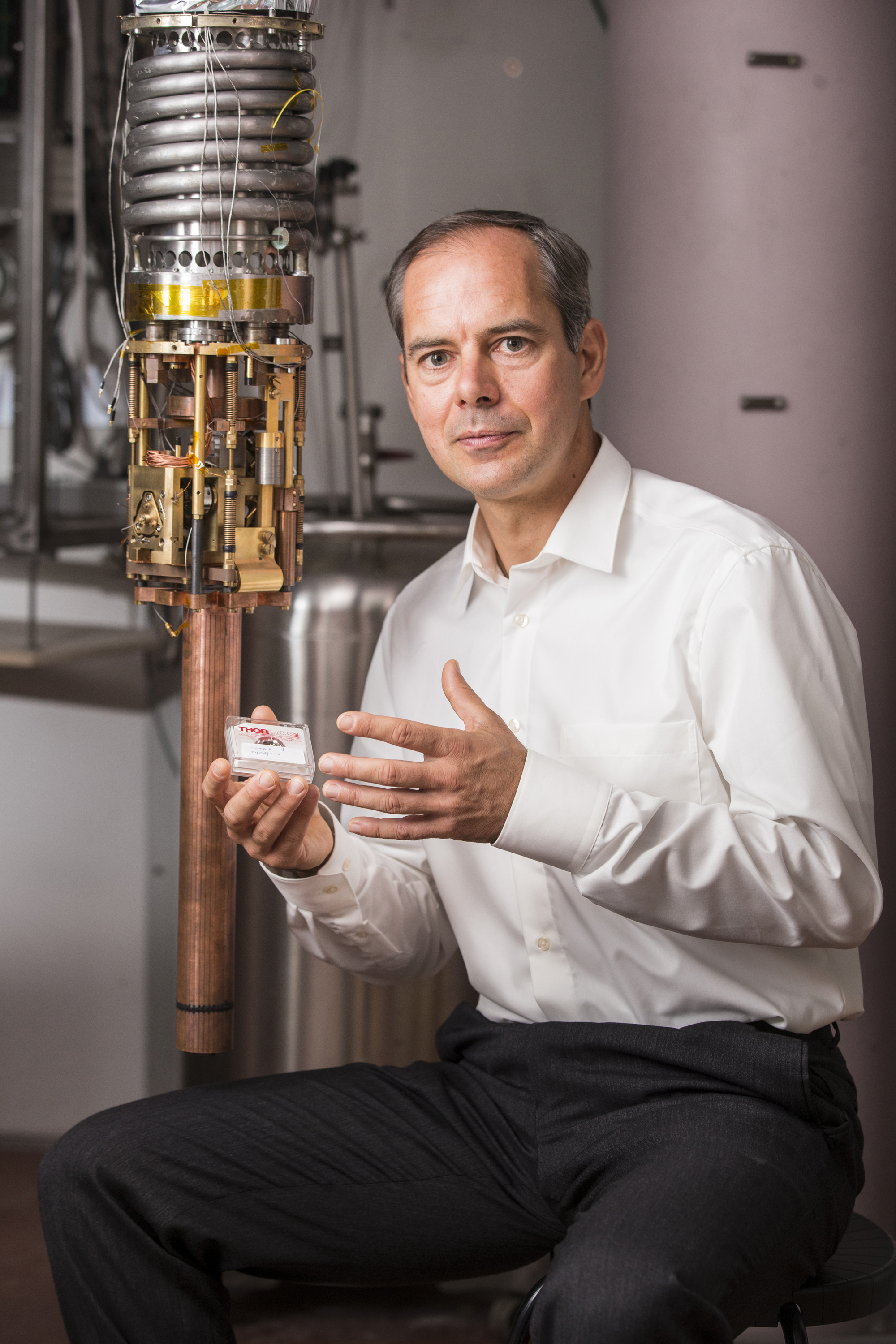
Dirk Bouwmeester (2014)

Dirk „Dik“ Bouwmeester (* 15. November 1967) ist ein niederländischer Experimentalphysiker, der sich mit Quantenoptik und Quanteninformationstheorie befasst. Er ist Professor an der Universität Leiden und der University of California, Santa Barbara (UCSB).

## Leben
Bouwmeester wurde 1995 an der Universität Leiden promoviert.
Als Post-Doktorand bei Anton Zeilinger in Innsbruck (1997 bis 1999) war er an der ersten experimentellen Realisierung der Quantenteleportation beteiligt und außerdem an der ersten Realisierung von GHZ-Zuständen mit Zeilinger.  1999 bis 2001 leitete er eine Forschungsgruppe am Zentrum für Quanteninformationstheorie in Oxford, geleitet von Artur Ekert, wo er experimentell optimales Quantenklonen von Photonenzuständen und stimulierte Emission verschränkter Photonen demonstrierte. Ab 2001 war er an der UCSB und ab 2007 außerdem in Teilzeit an der Universität Leiden.
In Zusammenarbeit mit Roger Penrose in Oxford (bei dem er auch als Post-Doktorand war) entwickelte er 2003 Ideen, die quantenmechanischen Eigenschaften größerer Objekte zu untersuchen und demonstrierte dies 2006 bei mit Licht tiefgekühlten Halbleiter-Nanostrukturen (tiefgekühlte mikromechanische Resonatoren). Das Fernziel der Diskussion mit Penrose war der Test von dessen Hypothese, die Gravitation würde über die von ihr erzeugte Raumkrümmung auch bei kleinen Massen die Superposition von Quantenzuständen stören, was er und Bouwmeester vorschlugen an einem Nano-Spiegel zu untersuchen. Bouwmeester entdeckte neue Formen von Licht in Form  verknoteter und verketteter Ringe, von denen er auch zeigt, dass sie bei Plasmawellen und Gravitationswellen möglich sind, untersucht künstliche Atome in Halbleitern und Nanocluster aus Silber, die in DNA eingebaut sind, mit möglichen medizinischen Anwendungen.
2014 erhielt er den höchsten niederländischen Wissenschaftspreis, den Spinoza-Preis. Außerdem erhielt er mit anderen den Descartes-Preis und einen Marie Curie Excellence Grant der EU.